# Chi Biến hoa
Chi Biến hoa (danh pháp khoa học: Asystasia) là chi thực vật có hoa trong họ Acanthaceae.

## Các loài
- Asystasia africana (S.Moore) C.B.Clarke
- Asystasia alba Ridl.
- Asystasia albiflora Ensermu
- Asystasia ammophila Ensermu
- Asystasia amoena Turrill
- Asystasia ansellioides C.B.Clarke
- Asystasia atriplicifolia Bremek.
- Asystasia australasica F.M.Bailey
- Asystasia buettneri Lindau
- Asystasia charmian S.Moore
- Asystasia chelonoides Nees
- Asystasia congensis C.B.Clarke
- Asystasia crispata Benth.
- Asystasia dalzelliana Santapau
- Asystasia excellens Lindau
- Asystasia fuchsiifolia Lindau
- Asystasia gangetica (L.) T.Anderson
  - A. gangetica subsp. micrantha (Nees) Ensermu
- Asystasia glandulifera Lindau
- Asystasia glandulosa Lindau
- Asystasia guttata (Forssk.) Brummitt
- Asystasia hedbergii Ensermu
- Asystasia hispida J.B.Imlay
- Asystasia indica H.J.Chowdhery & Av.Bhattacharjee
- Asystasia kerrii Craib
- Asystasia laticapsula C.B.Clarke ex Karlström
- Asystasia lawiana Dalzell
- Asystasia ledermannii Lindau
- Asystasia leptostachya Lindau
- Asystasia lindauiana Hutch. & Dalziel
- Asystasia linearis S.Moore
- Asystasia lorata Ensermu
- Asystasia macrocarpa Nees
- Asystasia macrophylla (T.Anderson) Benth. ex Lindau
- Asystasia malawiana Brummitt & Chisumpa
- Asystasia masaiensis Lindau
- Asystasia mysorensis (Roth) T.Anderson
- Asystasia nemorum Nees
- Asystasia oppositiflora Bremek.
- Asystasia petalidioides Deflers
- Asystasia pinguifolia T.J.Edwards
- Asystasia pusilla C.B.Clarke
- Asystasia retrocarpa T.J.Edwards
- Asystasia richardsiae Ensermu
- Asystasia riparia Lindau
- Asystasia salicifolia Craib
- Asystasia scandens (Lindau) Hook.
- Asystasia schliebenii Mildbr.
- Asystasia subbiflora C.B.Clarke
- Asystasia travancorica Bedd.
- Asystasia varia N.E.Br.
- Asystasia variabilis Trimen
- Asystasia vogeliana Benth.
- Asystasia welwitschii S.Moore
- Asystasia zambiana Brummitt & Chisumpa

## Hình ảnh

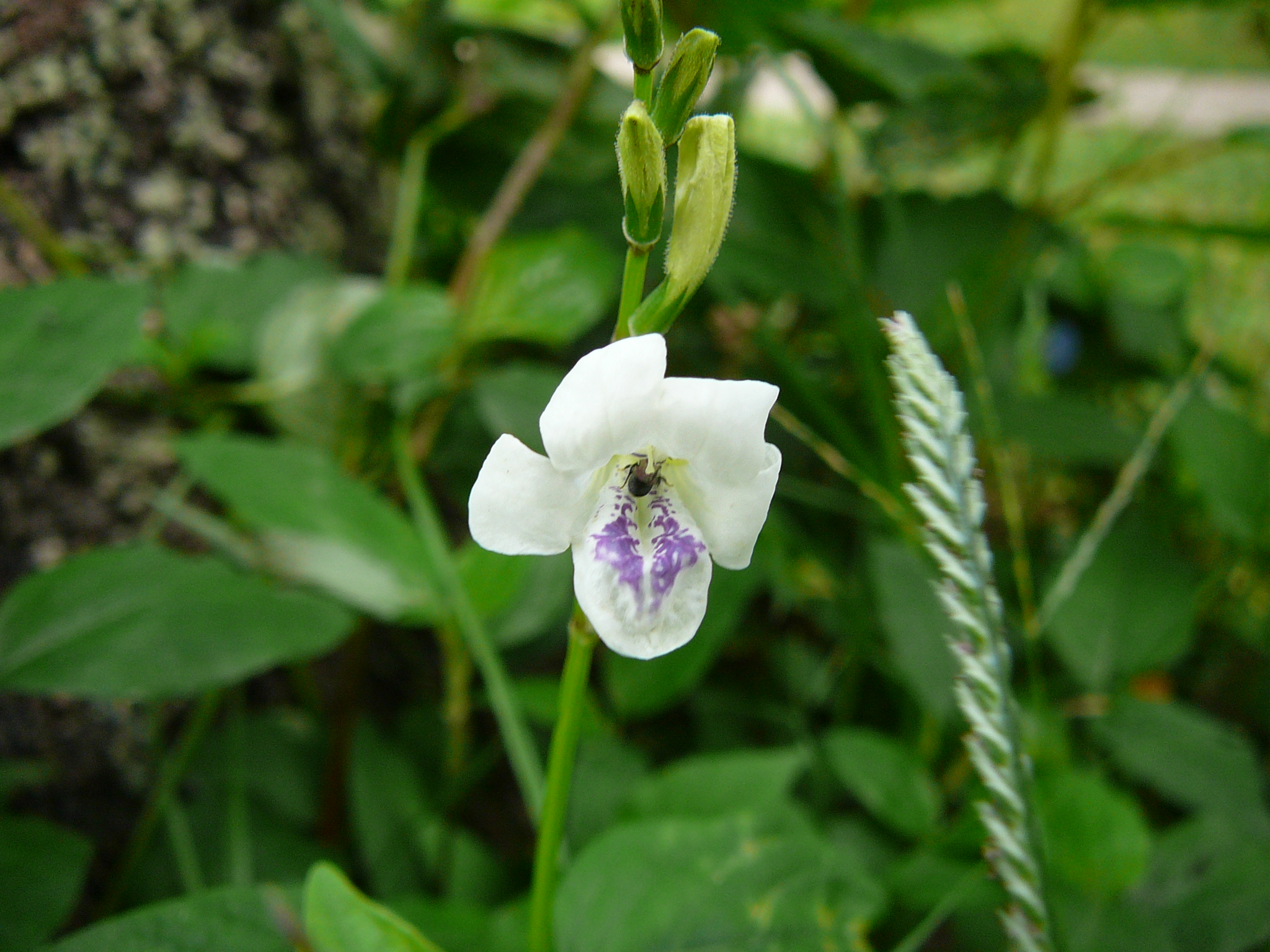
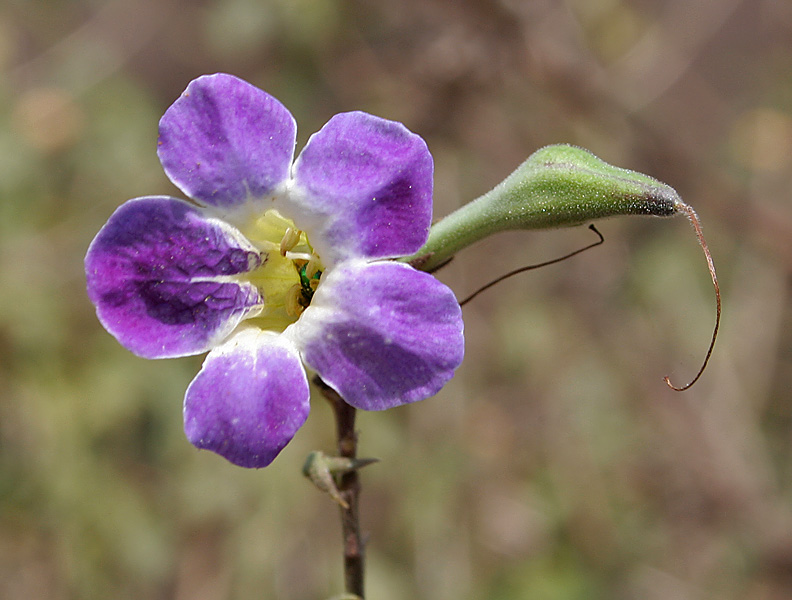
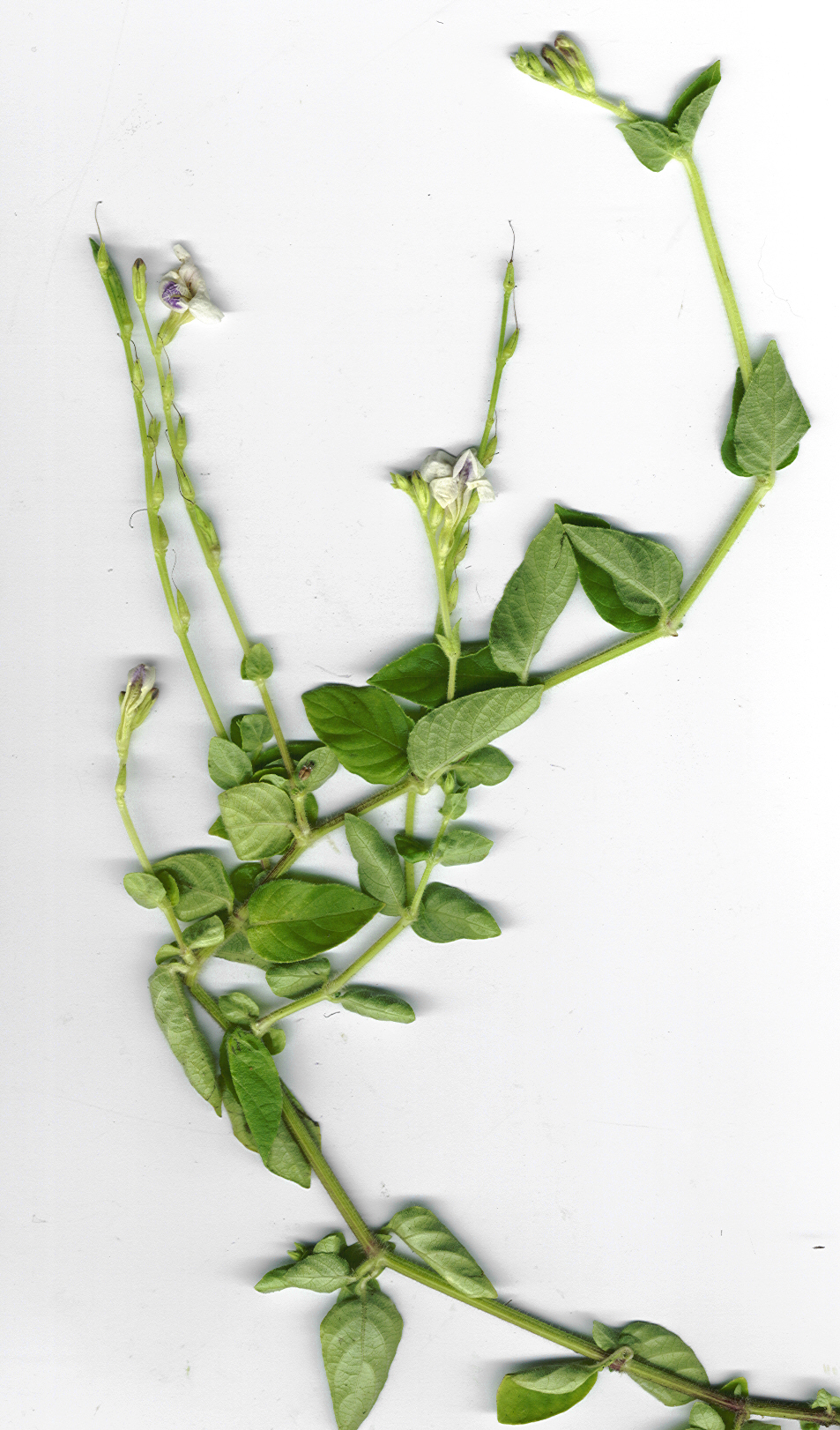
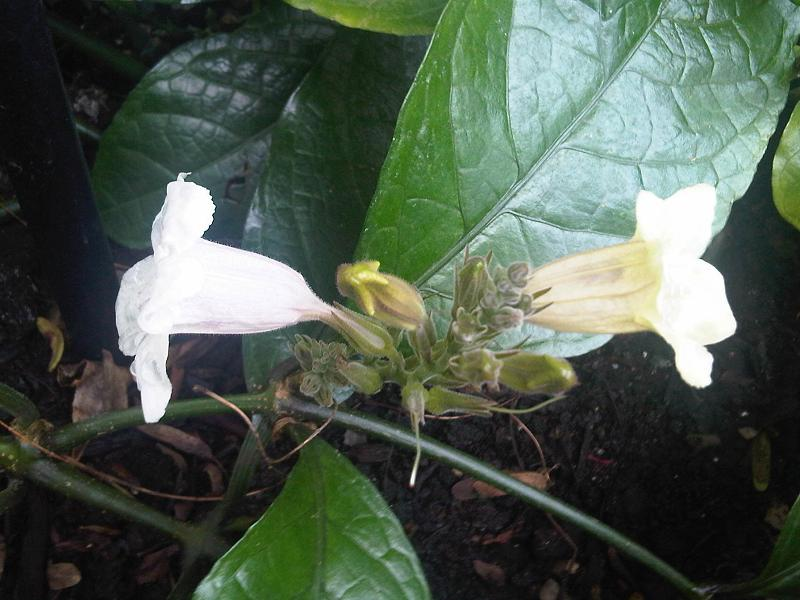